# HD 106231
HD 106231，又名CD-38 7581，SAO 203250、HR 4648，是一颗恒星，视星等为5.76，位于銀經294.89，銀緯23.35，其B1900.0坐标为赤經12h 8m 12.9s，赤緯-38° 23.35′ 22″。